# La Estación (Nacimiento)
La Estación es una entidad de población española del municipio de Nacimiento, perteneciente a la provincia de Almería, en la comunidad autónoma de Andalucía.

## Demografía
En 2023, la entidad singular de población de La Estación tenía empadronado 1 habitante, en diseminado.